# St. Joseph County, Indiana
St. Joseph County är ett administrativt område i delstaten Indiana, USA, med 266 931 invånare (2010). Den administrativa huvudorten (county seat) är South Bend.

## Geografi
Enligt United States Census Bureau har countyt en total area på 1 194 km². 1 185 km² av den arean är land och 9 km² är vatten.

### Angränsande countyn
- Berrien County, Michigan - norr
- Cass County, Michigan - nordost
- Elkhart County - öst
- Marshall County - söder
- Starke County - sydväst
- LaPorte County - väst